# Serial Piqueur
Serial Piqueur est un roman policier entomologique de Dom Dayau, paru aux éditions Elytis en 2009.

## Personnages
- Vincent Cuvier, directeur du laboratoire d'entomologie au département « Systématique et Évolution » du Muséum national d'histoire naturelle à Paris
- Lucien Ferchaud, assistant de Cuvier, et son équipe : Jeannette Musardier, Antonin Dubreuil
- Frédéric Casties, adjudant-chef de gendarmerie, créateur du département d'entomologie pour la gendarmerie et ami de Cuvier.

## Résumé
Le Professeur Cuvier, surnommé « Scaramouche » pour sa passion dévorante des insectes, est amené à apporter son aide à une enquête policière : une série de cadavres ayant chacun un rapport avec les abeilles. Le tueur se fait connaître sous le nom de Sekhmet mais rien ne relie a priori les victimes.
Ce roman est le premier volet d'une série de polars entomologiques, mettant en valeur le monde des insectes. Il mêle donc à la trame policière un exposé et des anecdotes sur l'utilisation des insectes en entomologie médico-légale, en particulier la datation des cadavres selon le type de mouches qui s'y trouve.